# Sulcus cinguli
De sulcus cinguli of gordelgroeve is een hersengroeve die de gyrus cinguli scheidt van de bovengelegen hersenwindingen.

## Verloop
Aan zowel de linker- als rechterkant kent de sulcus cinguli in de meeste gevallen een ononderbroken verloop, maar kan ook uit twee of drie afzonderlijke onderbroken delen bestaan. In een kwart van de gevallen loopt er parallel aan de sulcus cinguli een tweede hersengroeve. Het achterste deel van de sulcus cinguli loopt omhoog, en staat bekend als de ramus marginalis sulci cinguli. In ongeveer een derde van de gevallen loopt de sulcus cinguli over in de sulcus subparietalis.